# Přívozy na Vltavě

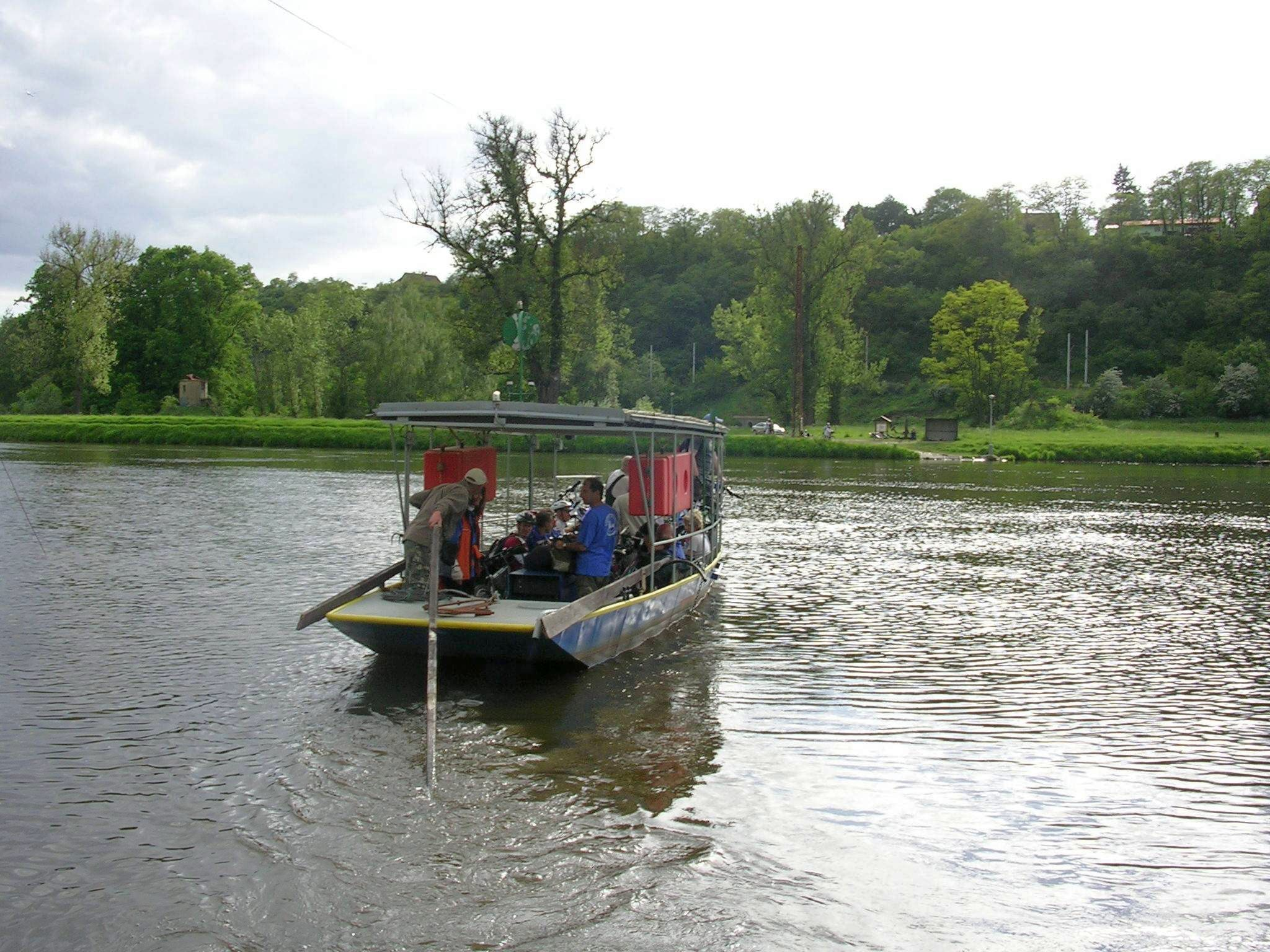
Přívoz Klecánky – Roztoky

Přívozy na Vltavě byly odedávna,[ujasnit] postupně byla většina z nich zrušena buď po nahrazení mostem, nebo bez náhrady. Od středověku bylo právo přívozu předmětem privilegií. Od poloviny 19. století byly přívozy provozovány obcemi nebo soukromníky.
V okolí Prahy začátkem 20. století přívozy provozovaly obce Modřany, Hodkovičky, Podolí, Praha a Bohnice. Některé přívozy provozovaly jiné subjekty, například Knížecí hospodářské ředitelství na Zbraslavi a Zemský výbor pro Království české. Po roce 1949 provozování většiny pražských přívozů převzal komunální podnik Lázeňská a rekreační služba, od roku 1959 Kadeřnické a lázeňské služby hl. m. Prahy, od roku 1965 Pražské lázně. S povolením obvodního národního výboru provozovali některé přívozy soukromníci i v době socialismu.
Seznamy obsahují zjištěné říční přívozy na řece Vltavě. Je podle možností řazen po směru toku.

## Současné přívozy

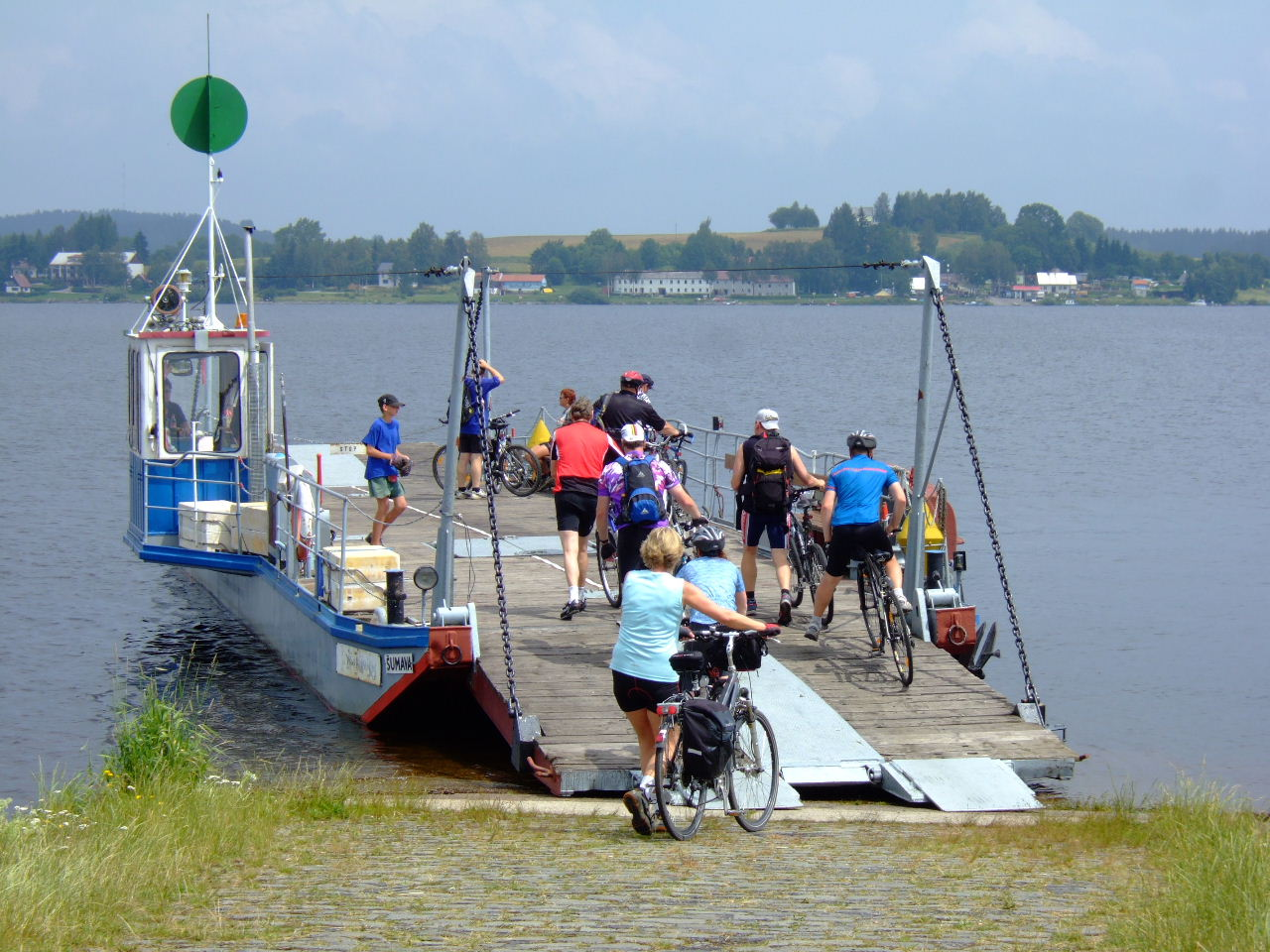
Přívoz Dolní Vltavice – Kyselov

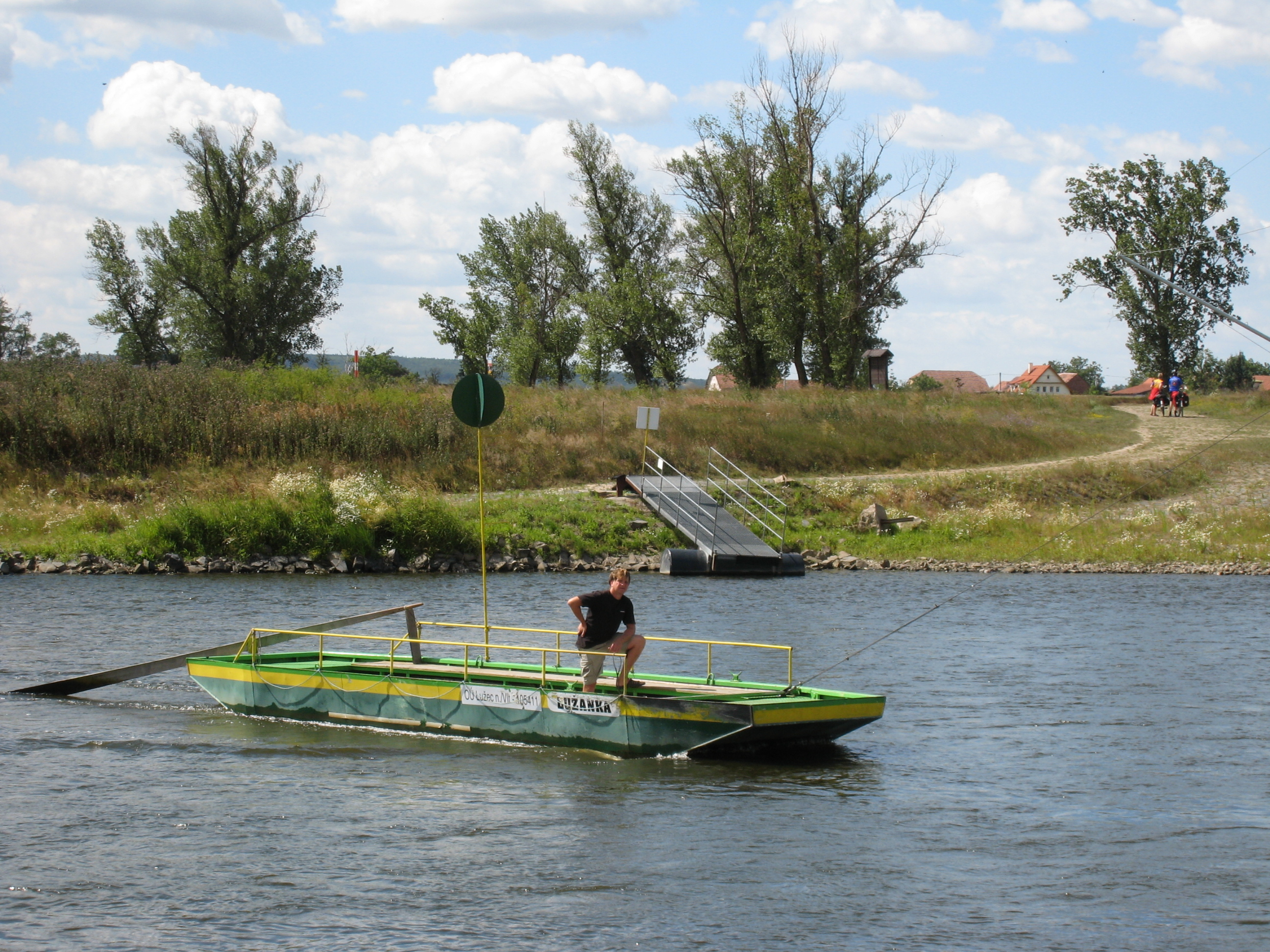
Přívoz Lužec nad Vltavou, prám Lužanka

- (řkm 356,6) Horní Planá – Bližší Lhota (na vodní nádrži Lipno):[2] Motorový, osobní i nákladní loď, přeprava všech vozidel (kromě velkých autobusů), i nákladních s přívěsem. Denně, mimo zimních měsíců. Převozníci Václav a Marie Valešovi, Horní Planá.
- Dolní Vltavice – Kyselov (cca v polovině vodní nádrže Lipno):[2][3] Motorový, převozní délka 1,5 km. Jezdí od května do října dle pravidelného jízdního řádu. Přepravuje i motorová vozidla do 25 t. Převozníci Miloslav Šoka, Věra Šoková. Bývalý převozník Otto Šoka zemřel v roce 2004. Od roku 2006 přívoz provozuje společnost WOLFI VOK s.r.o., informace jsou na www.cyklotrasy-sumava.cz
- Cyklopřevoz Hrdoňov - Svatý Tomáš, v letních měsících, odjezdy z Hrdoňova každou hodinu od 9 do 17 hodin, z protilehlého břehu o 25 minut později, dospělá osoba 35 Kč, dítě 20 Kč, jízdní kolo dospělé osoby 20 Kč, jízdní kolo dítěte 25 Kč, kočárky zdarma.[4][5]
- Purkarec - Kostelec (vodní nádrž Hněvkovice): 1. červen - 30. říjen, 10-18h, převáží pěší a cyklisty, nosnost 900kg.[6]
- (řkm 337,3) Frymburk – Přední Výtoň, Frýdava (na vodní nádrži Lipno):[2] Motorový. Provozuje obecní úřad Přední Výtoň (dle jiného zdroje Obecní úřad Frymburk).
- (řkm 102,8) Nová Živohošť – Stará Živohošť (vodní nádrž Slapy):[7]	 Motorový prám. Jen v letní sezóně, několik spojů denně. Osoby, jízdní kola, kočárky. Převozníci: Václav a Jindřiška Prekovi, Vlašim. V sobotu 30. července 2016 kolem 14 hodin se převozní trám údajně potopil, pravděpodobně kvůli přetížení. Podle téhož článku iDnes.cz však pouze začal nabírat vodu, ale úplně se nepotopil. Padesát lidí z paluby se bez úhony dostalo na břeh.[8]
- (řkm 70,1) Vrané nad Vltavou – Strnady:  prám s horním vodičem – pohon lodi říčním proudem, celoročně v pracovní dny (viz samostatný článek)
- P6 Nádraží Modřany – Lahovičky. V provozu od 18. září 2009, od podzimu 2010 celoroční, zařazen do Pražské integrované dopravy, provozují Pražské Benátky s. r. o.
- P3 Zlíchovský lihovar – Žluté lázně/Veslařský ostrov. V provozu od 30. dubna 2008, od podzimu 2010 celoroční, zařazen do Pražské integrované dopravy, Vittus group s. r. o., od jara 2008 do jara 2010 končil ve Žlutých lázních, předtím a potom na Veslařském ostrově (viz samostatný článek).
- P5 Kotevní – Císařská louka – Výtoň, přívoz Pražské integrované dopravy, v provozu od 31. března 2012
- přívoz Vyšehrad (Podskalí - Smíchov): přívoz provozuje společnost Pražské Benátky, neplatí zde tarif PID, v provozu každý den.
- Vyhlídkový přívoz v Praze kolem Karlova mostu:[9] Výhradně turistický účel. Provozují Pražské Benátky s. r. o. V roce 1890 zde přívoz nahrazoval pobořený most.[1] Od 18. června 2007 měli mít obyvatelé Prahy 1 nárok na bezplatnou přepravu, což bylo brzy zrušeno.[10]
- P2 Podbabský (Lysolajský) přívoz Podbaba – Podhoří, celoroční, provozují Pražské Benátky s. r. o.
- (řkm 41,02) P1 Zámky – Sedlec (viz samostatný článek)
- (řkm 37,4) Klecánky – Roztoky (viz samostatný článek)
- (L řkm 33,2, P řkm 33,1 km) Úholičky – Husinec Řež. Na levém břehu má přístaviště u Podmoráně a železniční zastávky Úholičky, na pravém břehu na konci ulice V Luhu. Sezonní přívoz provozuje od 4. dubna 2014 společnost SP Praha s.r.o. (ta provozovala v letech 2013–2014 i dočasný labský přívoz Čelákovice–Káraný), přívoz je v provozu jen o pátcích, sobotách, nedělích a svátcích do 31. října, a to s půlhodinovým intervalem s návazností na vlaky. V případě zájmu má být provoz v prázdninových měsících rozšířen. Mimořádné jízdy se konají při zaplacení poplatku nejméně za 2 cestující. Základní jízdné pro dospělou osobu v roce 2014 činí 20 Kč, děti od 6 do 18 let, senioři nad 65 let a invalidé mají slevu, jízdní kola a psi se přepravují za symbolický poplatek 5 Kč, přívoz není zařazen do žádného integrovaného systému.[11][12] Obec Husinec jednohlasně přijala 7. října 2013 usnesení č. 6/7/2013, že nemá námitek proti zřízení převozu a podpoří jej zřízením Informačního systému. Podle návrhu měla obec na přívoz přispívat 10 tisíci Kč měsíčně a zároveň se pokusit žádat o příspěvek kraj, to se však do usnesení nedostalo.[13]
- (řkm 28.33) Máslovice, Dol – Libčice nad Vltavou: Patří mezi nejstarší vltavské přívozy. Provozování přívozu patřilo k povinnostem a výsadám držitelů dolského mlýna, později majitelé mlýna přívoz pronajímali. V letech 1955–1959 provozovala přívoz obec Máslovice, v letech 1959–1997 okresní správa a údržba silnic a od roku 1997 je provozovatelem Výzkumný ústav včelařský v Dole s finančním příspěvkem obce Máslovice.[14] Motorový prám se spodním vodičem. Osoby, náklady, jízdní kola, motocykly. Loď je určena pro 14 sedících cestujících.[15] Celoroční denní provoz, konají se zhruba dvě jízdy za hodinu ve stanovených časech.[16] Provoz je přerušován při větru nad 45 km/h či průtoku vody nad 450 kubických metrů za sekundu.[15]

## Zaniklé přívozy
- Saník – Křenek
- Červená nad Vltavou u Souhradova (Pazourkova) pensionu
- Vltavský přívoz od Zvíkovem: Těsně před soutokem s Otavou, loďka a prám. Dnes do těchto míst zasahuje Orlická nádrž. Orlická přehrada byla budována v letech 1956–1965, přívoz zanikl v roce 1960 při napouštění přehrady, poslední převozník Václav Štván. Přívoz byl před soutokem i na Otavě.
- Letoštice
- Žďákovský přívoz: U Pavlíčkovy restaurace, nyní na místě bývalé vesnice Žďákov i přívozu Orlická nádrž a Žďákovský most. Přívoz ještě začátkem šedesátých let fungoval v provizorní podobě.
- Orlický přívoz: Následoval za dvěma prudkými zatáčkami Vltavy pod hradem Orlíkem. Nyní zaplaveno Orlickou nádrží.
- Velký Vír
- Políčko – Radava
- Podskalí: Zbytek osady Podskalí ještě zůstal poblíž Klučenic, zbytek s přívozem zaplaven Orlickou nádrží.
- Brousek: Nedaleko za osadou Podskalí bývala samota Brousek s vazišti vorů. Zaplaveno Orlickou nádrží.
- Těchnice
- Orlické Zlákovice – Zbenické Zlákovice
- Solenice
- Voznice
- Proudkovice
- Vestec – Přívozec
- Zrůbek – osada Kovárna: Pod Kamýkem, za obcí Vestec. Do místa zasahuje vzdutí Slapské nádrže. V letech 1936–1938 byl nedaleko před Vestcem vybudován most. Slapská nádrž byla napouštěna přibližně v letech 1953–1955.
- Zvírotice – Záběhlice: Zaplaven Slapskou nádrží.
- Županovice: Zaplaven Slapskou nádrží.
- Cholín: Zaplaven Slapskou nádrží.
- Smilovice – osada Oboz: Zaplaven Slapskou nádrží.
- Hostinec Sejce – osada Vymyšlenka: Jihovýchodně od Chotilska. Zaplaven Slapskou nádrží.
- Ústí – Nouze: při ústí potoka Mastníka. Zaplaven Slapskou nádrží.
- Živohošť: Zaplaven Slapskou nádrží.
- Moráň (Malčany) – osada Povalilka: Potahová stezka zde křížila řeku, potahy se převážely. Zaplaven Slapskou nádrží.
- Ždáň – osada Královská: Poblíž dnešní obce Malčany východně od Čími. Zaplaven Slapskou nádrží.
- Rabyně – Skalice:[17] V prodloužení zatopené silnice od Buše) – přibližně v těchto místech měla být původně Slapská přehrada, a proto se z obou stran směrem k řece ve třicátých letech budovaly nové silnice. Přívoz zprovozněn roku 1937. Později byl zaplaven Slapskou nádrží.
- Svatojanské proudy: prámový přívoz u hotelu Záhoří, v provozu v letech 1937–1954
- Tzv. Fáberův přívoz, Štěchovice na samém konci Svatojanských proudů (na místě dnešní štěchovické přehrady)
- Štěchovice – Brunšov: zanikl za druhé světové války po stavbě mostu ve Štěchovicích
- Kilián – Mandát (hospoda)
- (řkm 78,5) U ústí Sázavy
- Davle – Libřice
- (řkm 73,1) Skochovice – Trnová, Leznice. Zrušen 1954. Dřevěná loď s vesly, poslední převozník pan Špaček ze Skochovic.
- (řkm 69,40) Jarov – Strnady, zřízen 1923, zánik asi 1965,[1] poslední převozník p. Šindelář
- Záběhlický přívoz (Záběhlice – Hradiště): poprvé doložen 1897, naposledy 1955. Začátkem 20. století jej provozoval Jan Pašek.[1]
- Zbraslavský přívoz (Zbraslav – Závist): poprvé doložen 1892, naposledy 1934[1]
- (řkm 64,12) Lahovický přívoz (Lahovice – Komořany): poprvé doložen 1861, naposledy 1978.[1] K tomuto přívozu bývá vztahována i zmínka o modřanském přívozu v listině krále Jiřího z 19. ledna 1459, kdy byl přívoz součástí obchodní cesty z jižních Čech do Prahy.[18] Původně ve správě zbraslavského panství a pouze pro přepravu osob. 1861 se začátkem provozu modřanského cukrovaru byl vedle osobního přívozu zřízen druhý přívoz pro povozy s řepou. Od roku 1897 lahovický přívoz provozoval ve své režii cukrovar. Převozníkovi bydlícímu v domečku na lahovickém břehu přiděloval na době kampaně dva pomocníky. S rozvojem automobilové dopravy přestávalo být problémem vozit řepu přes Zbraslavský most. Místní národní výbor v Lahovicích se v roce 1945 stal majitelem přívozu a v roce 1956 jej zrušil.[19] V roce 1978 Lahovický přívoz provozoval zbraslavský místní národní výbor.[1]
- Modřany – Lahovičky: Přívoz byl v provozu od doby před první světovou válkou do roku 1950. Sloužil hlavně Rolníkům, kteří měli pole na opačném břehu.[19] (Podle Fojtíka poprvé doložen 1914, naposledy 1971[1]) Od roku 2009 jezdí přívoz v podobné trase pod označením P6. Ve čtvrtek 3. listopadu 1910 časně ráno se na přívozu v Lahovičkách potopila přetížená loďka. Převozník Antonín Pechar skupině dělníků nabídl, že je převeze na větším prámu, používaném pro dobytek. Dělnící odmítli jet jako dobytek a na malou loďku, určenou pro 12 cestujících, se jich nahrnulo asi 30. Převozník požadoval, aby polovina z nich vystoupila, ale vtom další dělník přiskočil na loďku, čímž ji odrazil od břehu a překotil. Se záchranou pomáhal převozník a později lodníci kolemjedoucího parníku. Tři z cestujících se utopili.[20]
- Modřany (U Kina) – Velká Chuchle (u nádraží): Přívoz byl zřízen v roce 1933 pro dělníky dojíždějící z levého břehu do modřanských továren. Provozoval jej Josef Borovička z Modřan. Po roce 1945 byl přívoz ve správě MNV Modřany. V roce 1945 jej dostal na 6 let do pronájmu za 3010 Kčs ročně Karel Zet(a) z č. p. 1380, poté další soukromníci a následně jej převzaly nově zřízené modřanské komunální služby. V roce 1963 správce v rámci generální opravy spodní lano pod vodou nahradil vrchním lanem na ocelových sloupech, zakoupil novou loď a postavil i nový domek pro převozníka, náklady na rekonstrukci byly 180 000 Kčs. Při zahájení výstavby modřanského zdymadla v roce 1979 přívoz zanikl.[1][19][21]
- Modřany (pod Bellarií) – Velká Chuchle (obec): poprvé doložen 1898, naposledy 1919[1]
- Hodkovičky – Malá Chuchle: poprvé doložen 1893, naposledy 1974[1]
- Malá Chuchle – Ledárny: zřízen 1913, zrušen cca 1955[1]
- Hlubočepy (Křenkov) – Braník: zřízen 1835, zrušen cca 1979[1]
- Hlubočepy – Braník, Jezerka: pravděpodobně přeložený předchozí přívoz[1]
- Zlíchov – Braník, lomy: poprvé doložen 1935, naposledy 1966[1]
- Zlíchov – Podolí, Dvorecká louka: poprvé doložen 1906, naposledy 1948[1]
- Zlíchov, lihovar – Podolí, cementárna: poprvé doložen 1892, naposledy cca 1958[1]. Od července 2007 jezdí nový přívoz v podobné trase Zlíchovský lihovar – Žluté lázně/Veslařský ostrov.
- Veslařský ostrov (Schwarzenberský) – Podolí, Kublov: doložen 1939[1]
- Veslařský ostrov (Schwarzenberský) – Podolí, Žluté lázně: doložen 1948, zrušen cca 1958, možná přeložený předešlý přívoz[1]
- Císařská louka – Podolí: v provozu nějakou dobu od roku 1927, pak doložen ještě v roce 1950[1]
- Císařská louka – Podolí, přístav: poprvé doložen 1222, naposledy 1906, možná nahrazen předchozím přívozem[1]
- Císařská louka – Vyšehrad: poprvé doložen 1420, naposledy 1962[1]
- (řkm 55,5) Smíchov – Císařská louka: přes ústí přístavu provozováno od roku 1903 do roku 1986, přibližně od roku 1991 provizorium v nové poloze od ul. U Královské louky, přibližně od roku 2001 v nové poloze.[1] Je zmiňován jako poslední dochovaný pražský přívoz v 80. letech.[22] Přeprava osob a jízdních kol. Motorový prám. Provozovatel: loděnice na Císařské louce. Dřívější převozníci: Marie a Pavel Bílkovi. V letech 2006[23] a 2007[24] byl přívoz od botelu Vodník znovu provozován pod hlavičkou Yacht Club Císařská louka Praha – Caravan Park, s hodinovým intervalem a základním jízdným 20 Kč, za jízdní kolo 20 Kč, děti 10 Kč, směrovky k přístavišti a ceník s jízdním řádem jsou na ostrově umístěny dosud (2009). Podle některých tabulí a nápisů pokračoval přívoz až na Výtoň. Územní plán obsahuje v místech přívozu novou lávku.
- přes ústí podolského přístavu: doložen 1931[1]
- (řkm 55,6) Smíchov – Podolí: poprvé doložen 1906, naposledy 1909. V roce 1222 vlastnila vyšehradská kapitula obec Podolí s právem přívozu.[1]
- Podolí – Vyšehrad (na pravém břehu kolem vyšehradské skály), poprvé doložen 1885, naposledy 1904[1]. Jako náhradní doprava za tramvaj v provozu v letech 1975 a 1982 (viz článek o podélné vodní dopravě)
- P5 Císařská louka - Jiráskovo náměstí se dvěma mezizastávkami (Výtoň a botel Admirál, zaveden 1. srpna 2008, od podzimu 2010 celoroční, zařazen do Pražské integrované dopravy, provozovala První Všeobecná Člunovací Společnost s. r. o. Zrušen 2011.
- Smíchov – Výtoň: v roce 1944 jak náhrada za uzavřenou lávku[1]
- Smíchov – Nové Město, Podskalí: zřízen 1429, zrušen 1878[1]
- Ostrov Žofín – Nové Město: poprvé doložen 1714, naposledy 1815[1]
- Spojení lodičkami mezi Slovanským, Dětským a Střeleckým ostrovem (přezdívané „želva“) fungovalo někdy kolem poloviny 20. století za jednokorunové jízdné. Viz článek Přívozy pod Šítkovským jezem.
- P4 Národní divadlo-Hollar – Dětský ostrov s mezizastávkami Střelecký ostrov a Slovanský ostrov, zaveden 1. srpna 2008, v letní sezóně, plně zařazen do PID, provozovala První Všeobecná Člunovací Společnost s. r. o. Zrušen 2011.
- Prostřední (hořejší) staroměstský přívoz (Malá Strana – Staré Město): poprvé doložen 1486, zrušen 1841[1]
- Dolejší staroměstský přívoz (Klárov – Staré Město): poprvé doložen 1769, zrušen 1869[1]
- Občanská plovárna – Staré Město): poprvé doložen 1840, zrušen 1910[1]
- Pod Letnou – Na Františku: poprvé doložen 1791, zrušen 1868, ještě v roce 1891[1]
- Bubny – Štvanice: poprvé doložen 1769, zrušen 1900, v roce 1909 při opravách mostu jej provozoval Jan Pašek.[1]
- Štvanice – Korunní ostrov: doložen 1791[1]
- Holešovice – cíp Štvanice – Karlín: doložen 1958[1], od 7. srpna 2015 obnoven jako P7 Pražská tržnice – Štvanice – Karlín-Rohanský ostrov, sezónní přívoz provozovaný v rámci PID Pražskou paroplavební společností
- Karlínský přívoz (Holešovice – Karlín): poprvé doložen 1885, naposledy 1958. Začátkem 20. století jej provozoval Jan Pašek.[1]
- Libeňský ostrov – Bílá skála: nějakou dobu od roku 1912, pak znovu doložen 1958[1]
- Holešovický přívoz „pod přístavem“ (Holešovice-Hofmanka): poprvé doložen 1885, naposledy 1928[1]
- Střední holešovický přívoz (Holešovice – Pelc-Tyrolka): poprvé doložen 1885, naposledy 1939. Dva holešovické přívozy provozoval Karel Vaňha.[1]
- Dolní holešovický přívoz (Staré Holešovice – Troja): nějakou dobu od roku 1902, pak znovu doložen 1958[1]
- Císařský ostrov – Troja, Zoo: poprvé doložen 1892, naposledy 1966, pak nahrazen lávkou[1] 23. prosince 2017 obnoven jako přívoz PID P8 jako náhradní doprava za zřícenou Trojskou lávku.
- Bubeneč, Císařský mlýn – Císařský ostrov: poprvé doložen 1820, naposledy 1893[1]
- Podbaba, Majorka – Císařský ostrov: doložen 1892[1]
- Sedlec, škola – Podhoří: poprvé doložen 1892, naposledy 1960[1]
- Sedlec – Zámky, továrna na umělá hnojiva: doložen 1892[1]
- Suchdol, železniční přejezd – dynamitka Zámky: doložen 1892[1]
- (řkm 34.03) Žalov – Řež
- (řkm 30.17) Větrušice – Libčice[25]
- (řkm 26,5) Dolany – Dolánky
- (řkm 8,16) Lužec nad Vltavou: Přívoz s horním vodičem. Provozovala obec Lužec nad Vltavou. Převážel David Kulhan s manželkou Miroslavou. Na konci července 2020 byl provoz přívozu přerušen z důvodu stavby lávky, jíž byl v září téhož roku nahrazen.[26]